# Boris Buša
Boris Buša, cyr. Борис Буша (ur. 25 kwietnia 1997 we Vrbasie) – serbski siatkarz, grający na pozycji atakującego.
Jego starsza siostra, Bianka, również jest siatkarką.

## Sukcesy klubowe
Superpuchar Serbii:
- 2019, 2020

Puchar Serbii:
- 2020

Mistrzostwo Serbii:
- 2020, 2021

MEVZA:
- 2022[3]

Puchar Chorwacji:
- 2022[4]

Mistrzostwo Chorwacji:
- 2022[5]

## Nagrody indywidualne
- 2022: MVP turnieju finałowego Pucharu Chorwacji